# Ophrys lefkarensis
Ophrys lefkarensis là một loài thực vật có hoa trong họ Lan. Loài này được Segers & H.Walraven mô tả khoa học đầu tiên năm 2002.